# Carlos García Coni
Carlos Alberto García Coni (Ciudad Autónoma de Buenos Aires, 28 de julio de 1946) es un periodista y presentador de radio y televisión argentino. 

## Carrera profesional

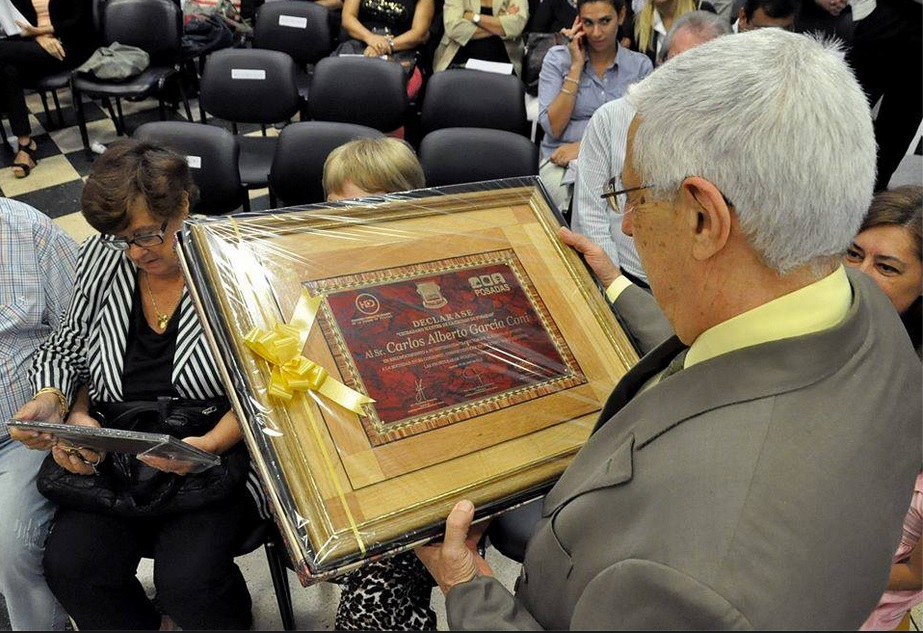
Carlos García Coni, Ciudadano ilustre de Posadas.

Entre sus casi 200 distinciones, se cuentan las designaciones de Ciudadano Ilustre de las ciudades de Concepción de la Sierra y Posadas, ambas concretadas en 2015, habiendo sido nominado en cuatro oportunidades al Premio Martín Fierro Federal (1999, 2003, 2004, 2010), aunque nunca ganó en sus ternas.
Recibió Beneplácitos de las Cámaras de Senadores y Diputados de la Nación y de la Legislatura de Misiones.

## Primeros años
Desde muy pequeño –a los cinco años- se instaló con su familia en Concepción de la Sierra, Misiones,  al ser su padre médico de Gendarmería Nacional, donde realizó sus estudios primarios en la Escuela N° 26 «Centenario» y secundarios en la Normal N° 7 «Paula Albarracín de Sarmiento», de la que egresó como Maestro Normal en la primera promoción de 1963.
En sus tiempos de estudiante comenzó a colaborar con el diario El Territorio, de Posadas, decano de los medios misioneros, con el que tuvo su bautismo de fuego el 28 de enero de 1965 con su primera crónica como enviado especial al 32° Campeonato Argentino de Básquetbol de San Juan, Argentina. Al poco tiempo comenzó su tarea radial, en marzo de 1967, en LT17 Radio Provincia de Misiones y 1970 en Ultravox TV Canal 2 de televisión, pasando por otros medios entre los que se cuentan LT4 Radiodifusora Misiones y Canal 12.
Fue corresponsal durante 20 años de La oral deportiva de Radio Rivadavia de Buenos Aires dirigida por José María Muñoz, cubriendo numerosos eventos deportivos en el país y el exterior, fundamentalmente GP de Fórmula 1 cuando la presencia del argentino Carlos Alberto Reutemann en la máxima categoría formando parte del equipo “Campeones” dirigido por Carlos Alberto Legnani, además de las transmisiones en directo para Misiones.
Habiendo cumplido las Bodas de Oro en el periodismo, conduce clásicos misioneros como Fórmula Tuerca y todos los Deportes, actualmente en Radio A, que cumplió el 1 de julio de 2015 sus 44 años ininterrumpidos en el aire, y Tercer Tiempo, por Canal 2, ambos deportivos.
Además está al frente, desde hace más de dos décadas, de Mateando, ahora en Canal 2 e Información Mano a Mano en Radio Tupambaé, ambos de interés general. 
Desde hace 25 años transmite por emisoras paraguayas el Rally Trans Itapúa, válido por el campeonato Nacional y Codasur.

## Libros

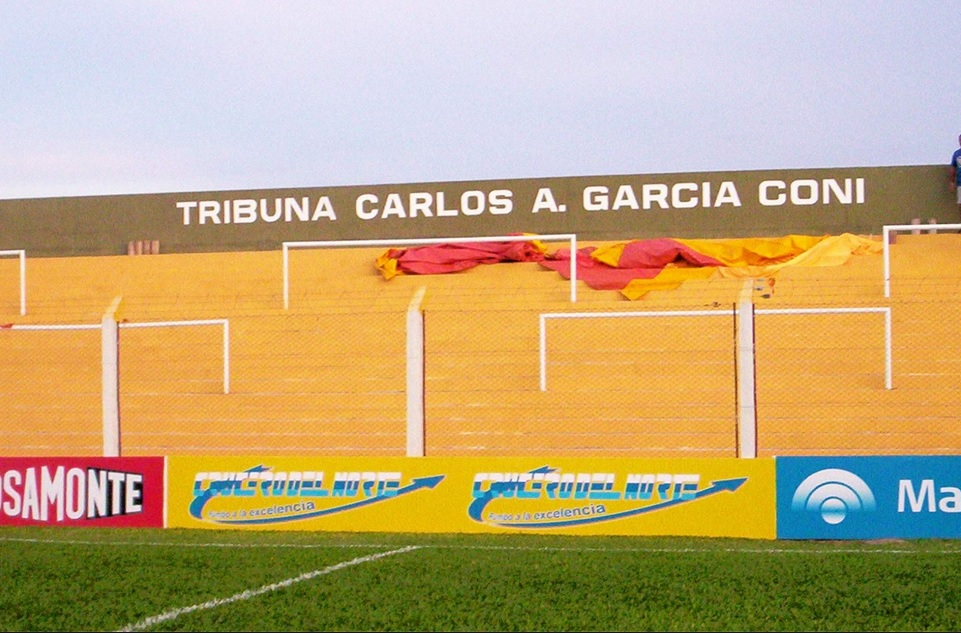
Tribuna «Carlos A. García Coni» (en honor al periodista) en el Club Mutual Crucero del Norte, más conocido como Crucero del Norte, que es un club de fútbol de la ciudad de Garupá, en la provincia de Misiones.

Ha publicado cuatro libros: Protagonistas (2005) y Protagonistas 2 (2007), ambos de reportajes originados de su archivo de más de 7.000 entrevistas entre las que se cuentan a Diego Maradona, Juan Manuel Fangio, Guillermo Vilas, Carlos Monzón y Roberto De Vicenzo, los cinco máximos deportistas argentinos del Siglo XX,  Anécdotas con Historia (2010) con reedición en 2015 y Profesión y pasión: memorias de un periodista deportivo misionero (2019).
En 2006 el Club Crucero del Norte, designó con su nombre a la tribuna Popular del Estadio Comandante Andrés Guaçurarí de Garupá, Misiones.

## Vida personal
Está casado con Susana Kowalczyk, tiene dos hijas María Susana y María Alejandra y seis nietos, Matías, Rodrigo, Uriel, Cassandra, Carlos Alberto y Constanza. El mayor, Matías Zouví, es su estrecho colaborador en los programas radiales y televisivos.